# Assemblée législative de l'oblast de Tver
VIIe législature
no 33, rue soviétique, Tver
L'assemblée législative de l'oblast de Tver (en russe : Законодательное собрание Тверской области) est l'organe législatif régional de l'oblast de Tver en Russie. Le parlement est composé de 40 députés élus pour 5 ans au suffrage universel direct. À la suite des dernières élections en 2021, l'assemblée est dominée par Russie unie.

## Élections

### 2016
| Parti         | Parti         | %     | Sièges |
| ------------- | ------------- | ----- | ------ |
|               | Russie unie   | 46,47 | 31     |
|               | LDPR          | 11,79 | 4      |
|               | KPRF          | 16,17 | 3      |
|               | Russie juste  | 11,44 | 2      |
|               |               |       |        |
| Participation | Participation | 41,2  |        |

### 2021
| Parti         | Parti                 | %     | Sièges |
| ------------- | --------------------- | ----- | ------ |
|               | Russie unie           | 35,43 | 29     |
|               | KPRF                  | 21,54 | 5      |
|               | LDPR                  | 11,23 | 2      |
|               | Russie juste          | 11,15 | 2      |
|               | RPPSS                 | 6,01  | 1      |
|               |                       |       |        |
|               | Rodina                | 4,83  |        |
|               | Communistes de Russie | 4,33  |        |
|               | Iabloko               | 1,77  |        |
|               |                       |       |        |
| Participation | Participation         | 42    |        |